# Standon (Staffordshire)
Standon – wieś i civil parish w Anglii, w Staffordshire, w dystrykcie Stafford. W 2011 civil parish liczyła 879 mieszkańców. Standon jest wspomniana w Domesday Book (1086) jako Stantone.